# 1932年レークプラシッドオリンピック
1932年レークプラシッドオリンピック（1932ねんレークプラシッドオリンピック）は、1932年2月4日から15日まで、アメリカ合衆国ニューヨーク州のレークプラシッドで行われた冬季オリンピックである。レークプラシッド1932（Lake Placid 1932）と呼称される。

## ハイライト
ジャンプはビルガー・ルードを筆頭にノルウェーが表彰台を独占。日本勢は安達五郎が8位に食い込んだ。安達はそれまで国内の30m級の台で練習を重ねていたとはいえ五輪で使われるサイズ（70m級）の台を飛んだことがなく、初日の練習で転倒して5日間の入院を余儀なくされたが、本番では見事なジャンプを2本揃えた。その後、1980年に同じレークプラシッドで行われた大会ではジャンプ会場で大歓声を受けたという。
暖冬のためボブスレー競技が閉会式の翌日と翌々日に開催されるというハプニングもあった。

## 実施競技
| - アイスホッケー - クロスカントリースキー - スキージャンプ - スピードスケート - ノルディック複合 |  | - フィギュアスケート - ボブスレー - カーリング（公開競技） - 犬ぞりレース（公開競技） |

## 各国の獲得メダル
| 順 | 国・地域                 | 金 | 銀 | 銅 | 計 |
| -- | ------------------------ | -- | -- | -- | -- |
| 1  | アメリカ合衆国（開催国） | 6  | 4  | 2  | 12 |
| 2  | ノルウェー               | 3  | 4  | 3  | 10 |
| 3  | カナダ                   | 1  | 1  | 5  | 7  |
| 4  | スウェーデン             | 1  | 2  | 0  | 3  |
| 5  | フィンランド             | 1  | 1  | 1  | 3  |
| 6  | オーストリア             | 1  | 1  | 0  | 2  |
| 7  | フランス                 | 1  | 0  | 0  | 1  |
| 8  | スイス                   | 0  | 1  | 0  | 1  |
| 9  | ドイツ                   | 0  | 0  | 2  | 2  |
| 10 | ハンガリー               | 0  | 0  | 1  | 1  |

## マスコット
本大会のマスコットとして、オリンピック村で大会直前に生まれた「スモーキー」が登場した。